# Haltérophilie aux Jeux olympiques d'été de 2012 - Moins de 62 kg hommes
Navigation
Pékin 2008 Rio de Janeiro 2016
L'épreuve des moins de 62 kg en haltérophilie des Jeux olympiques d'été de 2012 a lieu le 30 juillet dans le ExCeL de Londres.

## Médaillés
| Or         | Argent         | Bronze          |
| Kim Un-guk | Óscar Figueroa | Eko Yuli Irawan |

## Calendrier
Toutes les heures sont en British Summer Time (UTC+1).
| Date                  | Heure           | Tour              |
| --------------------- | --------------- | ----------------- |
| Lundi 30 juillet 2012 | 10 h 00 19 h 00 | Groupe B Groupe A |

## Résultats
| Rang                                | Athlète            | Pays          | Groupe | Poids | Arraché (kg) | Arraché (kg) | Arraché (kg) | Arraché (kg) | Épaulé-jeté (kg) | Épaulé-jeté (kg) | Épaulé-jeté (kg) | Épaulé-jeté (kg) | Total   |
| Rang                                | Athlète            | Pays          | Groupe | Poids | 1            | 2            | 3            | Résultat     | 1                | 2                | 3                | Résultat         | Total   |
| ----------------------------------- | ------------------ | ------------- | ------ | ----- | ------------ | ------------ | ------------ | ------------ | ---------------- | ---------------- | ---------------- | ---------------- | ------- |
| Médaille d'or, Jeux olympiques      | Kim Un-Guk         | Corée du Nord | A      |       | 145          | 150          | 153          | 153          | 170              | 174              | 174              | 174              | 327     |
| Médaille d'argent, Jeux olympiques  | Óscar Figueroa     | Colombie      | A      |       | 137          | 140          | 142          | 140          | 177              | 177              | 177              | 177              | 317     |
| Médaille de bronze, Jeux olympiques | Eko Yuli Irawan    | Indonésie     | A      |       | 138          | 142          | 145          | 145          | 168              | 168              | 172              | 172              | 317     |
| 4                                   | Zhang Jie          | Chine         | A      |       | 140          | 145          | 145          | 140          | 174              |                  |                  | 174              | 314     |
| 5                                   | Hurşit Atak        | Turquie       | A      |       | 130          | 134          | 134          | 130          | 166              | 166              | 172              | 172              | 302     |
| 6                                   | Umurbek Bazarbayev | Turkménistan  | A      |       | 135          | 135          | 139          | 135          | 162              | 165              | 167              | 167              | 302     |
| 7                                   | Muhammad Hasbi     | Indonésie     | B      |       | 130          | 135          | 138          | 138          | 163              | 171              | 171              | 163              | 301     |
| -                                   | Erol Bilgin        | Turquie       | A      |       | 135          | 139          | 140          | 140          | 165              | 165              | 169              | 165              | 300 DSQ |
| 8                                   | Ahmed Saad         | Égypte        | B      |       | 125          | 130          | 130          | 130          | 158              | 162              | 165              | 162              | 292     |
| 9                                   | Manuel Minginfel   | Micronésie    | B      |       | 122          | 127          | 130          | 127          | 158              | 158              | 158              | 158              | 285     |
| 10                                  | Julio Salamanca    | Salvador      | B      |       | 110          | 115          | 115          | 110          | 150              | 150              | 155              | 150              | 260     |
| 11                                  | Tuau Lapua Lapua   | Tuvalu        | B      |       | 104          | 108          | 111          | 108          | 126              | 131              | 135              | 135              | 243     |
| 12                                  | Charles Ssekyaaya  | Ouganda       | B      |       | 100          | 105          | 108          | 105          | 130              | 135              | 140              | 130              | 235     |
| 13                                  | Stevick Patris     | Palaos        | B      |       | 100          | 104          | 108          | 104          | 125              | 130              | 132              | 130              | 234     |
| –                                   | Ji Hun-Min         | Corée du Sud  | A      |       | 135          | 140          | 142          | 135          | 162              | 165              | 165              | —                | Abd     |